# اندريا لويس
اندريا لويس (بالإنجليزية: Andrea Lewis)‏ (و. 1985  م) هي ممثلة، ومغنية كندية، ولدت في بيكرينغ، أونتاريو.

## وصلات خارجية
- اندريا لويس على موقع IMDb (الإنجليزية)
- اندريا لويس على موقع ألو سيني (الفرنسية)
- اندريا لويس على موقع أول موفي (الإنجليزية)
- اندريا لويس على موقع ديسكوغز (الإنجليزية)
- اندريا لويس على موقع قاعدة بيانات الفيلم (الإنجليزية)
- اندريا لويس على موقع كينوبويسك (الروسية)